# Козмешть (комуна, Васлуй)
Козмешть, Козмешті (рум. Cozmești) — комуна у повіті Васлуй в Румунії. До складу комуни входять такі села (дані про населення за 2002 рік):
- Белешть (823 особи)
- Козмешть (351 особа) — адміністративний центр комуни
- Фистич (1312 осіб)
- Хорділешть (36 осіб)

Комуна розташована на відстані 277 км на північний схід від Бухареста, 20 км на північний захід від Васлуя, 47 км на південь від Ясс.

## Населення
У 2009 року у комуні проживала 2491 особа.

## Зовнішні посилання
- Дані про комуну Козмешть на сайті Ghidul Primăriilor [Архівовано 17 Березня 2011 у Wayback Machine.]